# Republic XF-103
Republic XF-103 Thunderwarrior – amerykański naddźwiękowy myśliwiec przechwytujący, mający za zadanie przechwytywać nieprzyjacielskie bombowce strategiczne. Projekt myśliwca nigdy nie wyszedł poza zbudowanie makiety samolotu.

## Geneza
W 1949 roku Siły Powietrzne Stanów Zjednoczonych ogłosiły konkurs na system przechwytywania MX-1554, który miał się składać z myśliwca przechwytującego, systemu kierowania ogniem współpracującego z naziemnym zautomatyzowanym systemem wykrywania i dowodzenia SAGE oraz z kierowanych pocisków „powietrze-powietrze”. Do konkursu stanęła firma Convair, firma Republic oraz Lockheed. Program badań nowego samolotu w przypadku firmy Convair zaowocował zbudowaniem samolotu F-102 Delta Dagger a w przypadku firmy Lockheed, samolotu F-104 Starfighter. Republic postanowił zbudować samolot osiągający prawie czterokrotną prędkość dźwięku. 

## Konstrukcja
Prace nad samolotem naddźwiękowym firma Republic rozpoczęła już w 1948 roku. Na podstawie tych prac, zespół kierowany przez Alexandra Kartveli opracował projekt oznaczony jako AP-57. Był to samolot swoim kształtem przypominający pocisk, którego kabina została „wtopiona” w obrys kadłuba, a widoczność podczas startu i lądowania miał zapewnić pilotowi wysuwany peryskop. Zautomatyzowany system przechwytywania i kierowania lotem pozwalał sterować samolotem tylko na podstawie wskazań przyrządów. Samolot nie był zdolny do prowadzenia klasycznej, manewrowej walki myśliwców. W przedniej części kadłuba planowano umieścić stację radiolokacyjną. Za kabiną pilota, umieszczono wnękę podwozia przedniego i sześć komór na uzbrojenie. Za komorami znajdował się zbiornik paliwa o pojemności 9235 dm³. Pod spodem, za podwoziem przednim, znajdował się chwyt powietrza z wysuniętą do przodu dolną krawędzią. Wlot o przekroju prostokątnym przechodził w dwa kanały powietrza. Dolny z nich zasilał silnik turboodrzutowy XJ67-W-3 (licencyjny Rolls Royce Olympus). Górny zasilał silnik strumieniowy XRJ55-W-1. Silnik turboodrzutowy pracował do prędkości 3 Ma, zamykał się wówczas kanał wlotowy powietrza do silnika, który przechodził na bieg jałowy. Cały ciąg silnika zapewniał od tej pory silnik strumieniowy o ciągu 166 kN. Skrzydła miały trójkątny kształt o cienkim profilu. Podwozie główne również umieszczone było w kadłubie, za skrzydłami. Przy prędkości 3 Ma powierzchnia samolotu nagrzewała się do temperatury ponad 300 °C, a krawędzie natarcia skrzydła – do ponad 700 °C, dlatego niemal cały samolot wykonano z tytanu, który zapewniał utrzymanie sztywności i trwałości konstrukcji w tym zakresie temperatur. Przy dużych prędkościach niemożliwa była ewakuacja pilota poprzez klasyczne katapultowanie, dlatego też opracowano specjalną kapsułę chroniącą pilota przed wpływem strug powietrza, wystrzeliwaną w dół przez specjalną, odrzucaną klapę. 

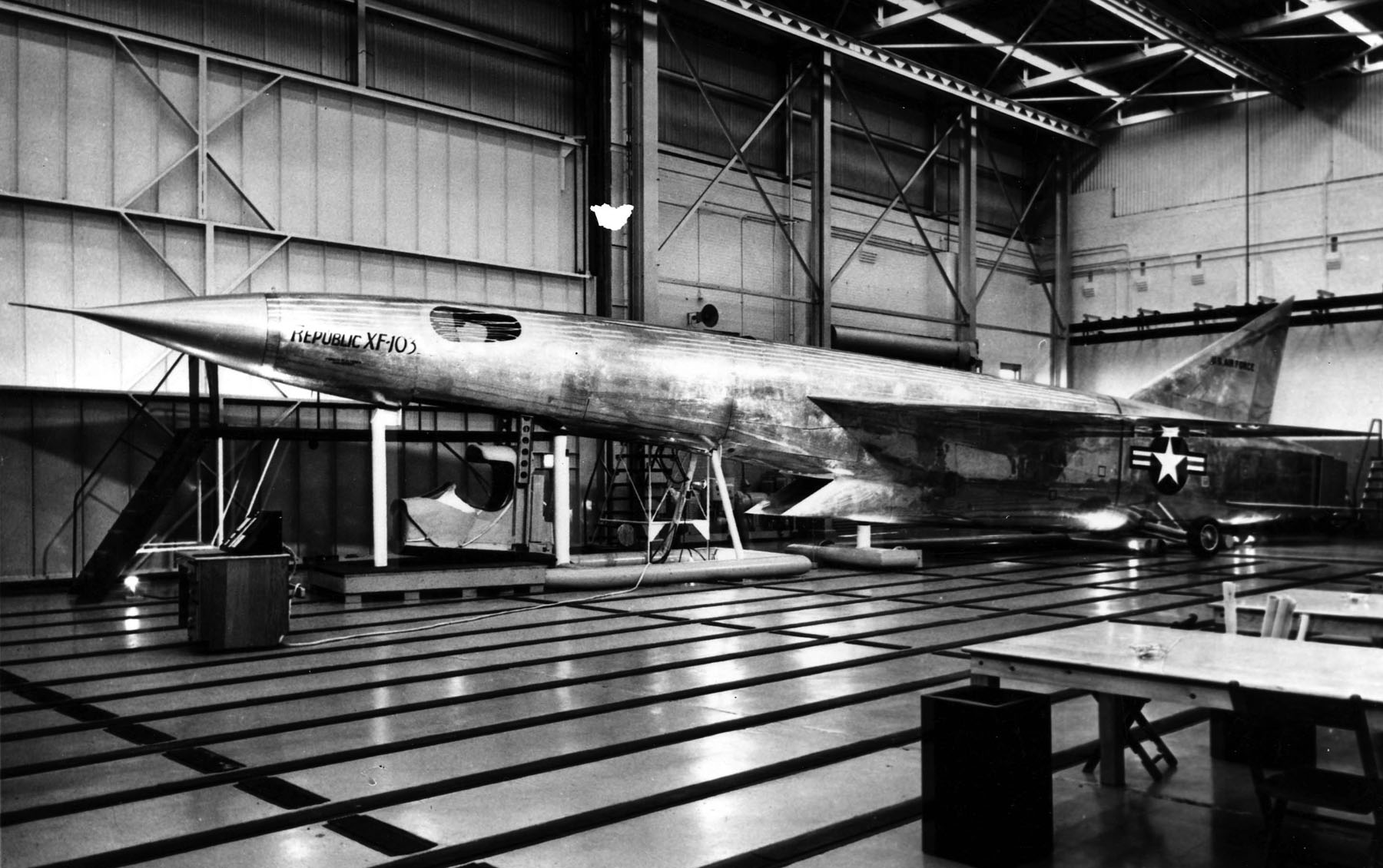
XF-103

## Uzbrojenie
System kierowania ogniem i uzbrojenia, oznaczony jako MX-1179 opracowała firma Hughes. Samolot w ostatecznym zakładanym wariancie miał zabierać na pokład sześć rakiet powietrze-powietrze AIM-4 Falcon lub cztery pociski AIM-4 i dwa pociski AIM-47 Super Falcon (przeznaczone również do niszczenia celów powietrznych, ale uzbrojonych w głowice atomowe W-57). Uzbrojenie miało być uzupełnione o 36 niekierowanych rakiet kalibru 70 mm. Uzbrojenie mogło być używane tylko do prędkości 2 Ma, gdyż przy większych prędkościach nie można było otworzyć osłon komór przenoszących rakiety.

## Budowa
W połowie 1951 roku siły powietrzne dokonały wyboru zwycięzcy konkursu i został nim myśliwiec F-102. Jednak, z uwagi na jego słabe osiągi, prace nad docelowym myśliwcem, osiągającym prędkość 2 Ma miały być kontynuowane, dlatego też obok zamówienia dla Convaira, siły powietrzne zamówiły również trzy prototypy AP-57, oznaczonego teraz jako XF-103. Latem 1957 roku wybrano ostatecznego zwycięzcę, którym został samolot F-106 A Delta Dart, będący rozwinięciem konstrukcji F-102B. W rezultacie program XF-103 zakończono 21 sierpnia 1957 roku, a budowany pierwszy prototyp, nieukończony, pocięto na złom.